# Фарибурз III
Фарибурз III (?—1243) — правитель государства Ширваншахов (1225—1243). Сумел отстоять фактическую независимость Ширвана в год монгольского нашествия.
После прихода к власти в 1225 году, его отец, Гершасп бежал в Грузию. Царица Русудана снаряжает отряд для похода на Ширван, в обмен на обещания Гершаспа отдать половину страны. Гершасп с 3 тысячным грузинским войском подошёл к Шемахе. Тем временем Фарибурз III собрал совет из своих военачальников, где сказал следующее:

«Быть может, курджи, если нас осадят, победят нас и тогда мой отец никого из нас не оставит в живых, а курджи захватят поло-вину страны, а быть может и всю, что будет ужасно. Мы лучше выступим против них одним рейдом и встретим их. Если мы одержим над ними верх, то слава богу, если же они над нами, то осада от нас не уйдет».
Выступив во главе 1 тысячного войска Фарибурз III разгромил грузин и обратил их в бегство.
В 1225 году хорезмшах Джалал ад-Дин с 70 тысячным войском вторгся и разграбил Грузию, Азербайджан[уточнить] и Гянджу. Он послал письмо к Ширваншаху с требованием ежегодной дани 50,000 динаров в казну хорезмшаха. Джалал ад-Дин отвоевал у грузин города Шеки и Кабалу, некогда принадлежащими Ширвану и назначил туда своих правителей. Владение Байлаканом и Муганью было передано визирю хорезмшаха Шараф ал-Мулку, который принялся грабить свои территория. В 1227 году Шараф ал-Мулк потребовал у Фарибурза 50,000 динаров которые он обязан был платить Хорезмшаху. Однако, Фарибурз заподозрив обман, отказался платить. В ответ Шараф ал-Мулк с 4 тысячным войском подошёл к реке Кура с целью вторгнуться в Ширван. Ширваншаху удалось скрыть из Ширвана. Тогда Шараф перешёл Аракс и захватил Гуштаспи и изгнал оттуда ширваншахских сборщиков налога.
После взятия Тифлиса Джалал ад-Дином в марте 1226 года он освобождает сына Гершаспа - Джалал ад-Дина Султан-шаха и назначает его правителем Гуштаспи.
В это время Ширваншах Фарибурз III опасаясь вторжения Джалал ад-Дина, прибывает в его ставку и дарит ему 500 тюркских коней. В ответ Джалал ад-Дин подарил Ширваншаху почётную одежду и грамоту об уменьшении суммы платежа на 20,000 динаров.
В 1231 году Фарибурз III платя дань монголам, в отличие от других восточных владык, продолжал чеканить монеты со своим именем и титулами.
В 1973 году в результате археологических раскопок на территории ханеги Пир-Мардакян в Шемахинском районе Азербайджана были обнаружены монеты, отчеканенные при ширваншахе Фарибурзе III.

## Сабаиловский замок
В 1234 году Фарибурза III приказал возвести грандиозный оборонительный замок в Баиловской бухте. Этот замок был облицован 800 огромными каменными плитами. При нём был также возведен выдающийся архитектурный памятник — мавзолей на реке Пирсагат.